# Destrucción (The Sandman)
Destrucción es uno de los Eternos, personajes creados por Neil Gaiman para su historieta The Sandman, publicada por Vertigo Cómics entre 1988 y 1995.

## Descripción
La representación del cambio, y de la destrucción necesaria para la creación y la vida. Suyo es el reino de la realidad física y de la lógica, así como el precursor de Muerte. Abandonó su reino hace trescientos años, provocando un gran disturbio entre los Eternos. Aparece como un hombre grande y pelirrojo, a veces con barba, y generalmente muy bien armado cuando ejercía su función. Luego suele aparecer como un errabundo pelirrojo de pelo largo. Su signo es la espada.
Destrucción abandonó su puesto hace trescientos años pero sigue dando vueltas por ahí. Se niega a abdicar de sus privilegios para que ningún otro aspecto de sí mismo tome control de su reino. Asegura que las cosas están mejor sin su control, que hace a las personas más libres. Destrucción afirma que uno siempre tiene la libertad última de renunciar, e intenta convencer a Sueño de los Eternos de hacerlo, pero no lo consigue.